# 博拉诺
博拉诺（義大利語：Bolano），是意大利拉斯佩齐亚省的一个市镇。总面积14平方公里，人口7854人，人口密度561.0人/平方公里（2009年）。ISTAT代码为011004。